# Ljerka Kervina-Hamović
Ljerka Kervina-Hamović, slovenska inženirka kemije hrvaškega  rodu,  * 23. februar 1929, Zavidovići  (Bosna in Hercegovina), † 5. oktober 2016, Ljubljana (Slovenija).
Leta 1953 je diplomirala na kemijsko-tehnološkem oddelku Tehniške fakultete 
Univerze v Zagrebu in 1973 doktorirala na  gozdarski fakulteti Univerze v Beogradu z disertacijo Termiti Slovenačkog Primorja i hemijska zaštita od njih. Leta 1954 se je zaposlila na Kmetijskem inštitutu v Ljubljani, nato je bila tehnični vodja kemijske tovarne Vedrog v Ljubljani. Od leta 1957 je delala na oddelku za lesarstvo Biotehniške fakultete v Ljubljani, od 1988 kot redna profesorica za predmete Patologija lesa in Zaščita lesa. Sodelovala je s tovarnami, ki izdelujejo kemijska zaščitna sredstva.